# 朱莉·麦克唐纳
朱莉·麦克唐纳（英語：Julie McDonald，1970年3月14日—），澳大利亚女子游泳运动员。她曾代表澳大利亚参加1988年和1992年夏季奥林匹克运动会游泳比赛，其中1988年奥运会获得一枚铜牌。